# Spathosternum prasiniferum
Spathosternum prasiniferum är en insektsart som först beskrevs av Walker, F. 1871.  Spathosternum prasiniferum ingår i släktet Spathosternum och familjen gräshoppor.

## Underarter
Arten delas in i följande underarter:
- S. p. prasiniferum
- S. p. sinense
- S. p. xizangensis
- S. p. yunnanense